# Liste der Mitglieder der National Academy of Sciences/1975
Im Jahr 1975 wählte die National Academy of Sciences der Vereinigten Staaten 96 Personen zu ihren Mitgliedern.

## Neugewählte Mitglieder
- Stephen L. Adler (* 1939)
- Henry N. Andrews (1910–2002)
- Clinton E. Ballou (1923–2021)
- Gary S. Becker (1930–2014)
- Wolfgang Beermann (1921–2000)
- Earl P. Benditt (1916–1996)
- Brian J. L. Berry (1934–2025)
- Herman S. Bloch (1912–1990)
- Baruch S. Blumberg (1925–2011)
- Michel Boudart (1924–2012)
- Kenneth E. Boulding (1910–1993)
- Frank Bovey (1918–2003)
- Roscoe O. Brady (1923–2016)
- John R. Brobeck (1914–2009)
- Chandler M. Brooks (1905–1989)
- John J. Burns (1920–2007)
- Glenn W. Burton (1910–2005)
- Kenneth M. Case (1923–2006)
- Bruce Chalmers (1907–1990)
- Merrill W. Chase (1905–2004)
- Melvin J. Cohen (1928–1998)
- Zanvil A. Cohn (1926–1993)
- James P. Collman (* 1932)
- Leon Neil Cooper (1930–2024)
- Gertrude M. Cox (1900–1978)
- Edward C. Creutz (1913–2009)
- August H. Doermann (1918–1991)
- Christian de Duve (1917–2013)
- Peter Elias (1923–2001)
- W. G. Ernst (* 1931)
- Herbert Federer (1920–2010)
- Eugene Feenberg (1906–1977)
- George Feher (1924–2017)
- Hans Frauenfelder (1922–2022)
- Dave Fultz (1921–2002)
- Paul R. Garabedian (1927–2010)
- Roy Gordon (* 1940)
- Carl W. Gottschalk (1922–1997)
- Zvi Griliches (1930–1999)
- Robert E. Gross (1905–1988)
- Felix Haurowitz (1896–1987)
- Werner Henle (1910–1987)
- Robert Hill (1899–1991)
- Robert L. Hill (1928–2012)
- Richard H. Holm (1933–2021)
- Dorothy M. Horstmann (1911–2001)
- Leo M. Hurvich (1910–2009)
- Dorothea Jameson (1920–1998)
- Niels K. Jerne (1911–1994)
- Robert W. Kates (1929–2018)
- Kenneth I. Kellermann (* 1937)
- Jack C. Kiefer (1924–1981)
- Donald E. Knuth (* 1938)
- Kunihiko Kodaira (1915–1997)
- Arthur H. Lachenbruch (1925–2021)
- Frederica de Laguna (1906–2004)
- Devendra Lal (1929–2012)
- Edward N. Lorenz (1917–2008)
- Emanuel Margoliash (1920–2008)
- Max V. Mathews (1926–2011)
- Margaret Mead (1901–1978)
- Edwin T. Mertz (1909–1999)
- Manuel F. Morales (1919–2009)
- James N. Morgan (1918–2018)
- Erwin Wilhelm Müller (1911–1977)
- David Mumford (* 1937)
- Jack Myers (1913–2006)
- Ernst Öpik (1893–1985)
- Arno A. Penzias (1933–2024)
- Van R. Potter (1911–2001)
- P. Buford Price, Jr. (1932–2021)
- Calvin F. Quate (1923–2019)
- Roy Radner (1927–2022)
- A. E. Ringwood (1930–1993)
- Manuel Rocha (1913–1981)
- Wallace P. Rowe (1926–1983)
- Martin Ryle (1918–1984)
- Howard A. Schneiderman (1927–1990)
- Melvin Schwartz (1932–2006)
- Clifford G. Shull (1915–2001)
- Philip Siekevitz (1918–2009)
- H. E. Simmons, Jr. (1929–1997)
- Eugene N. Sokolov (1921–2008)
- Edward H. Spicer (1906–1983)
- Charles M. Stein (1920–2016)
- Donald F. Steiner (1930–2014)
- George J. Stigler (1911–1991)
- George Streisinger (1927–1984)
- Igor Tamm (1922–1995)
- Gregorio Weber (1916–1997)
- John C. Wheatley (1927–1986)
- Harrison C. White (1930–2024)
- Robert H. Whittaker (1920–1980)
- Geoffrey Wilkinson (1921–1996)
- Kenneth G. Wilson (1936–2013)
- Rosalyn S. Yalow (1921–2011)